# 應存性
應存性（1517年—？），字成之，号方山，浙江台州府仙居縣人，民籍，明朝政治人物。

## 生平
嘉靖二十二年（1543年）癸卯科浙江鄉試第十七名。嘉靖三十五年（1556年）丙辰科會試第一百七十五名，登進士第二甲第七十名。礼部观政，授工部主事，四十年升员外，四十一年升郎中，四十二年謫湖广兴国州同知，四十四年升常德府通判，四十五年升荆门州知州，隆慶元年（1567年）升南京兵部员外郎，官至郎中。

## 家族
曾祖父應巨；祖父應匡，吏部主事进封工部员外郎；父親應大猷，曾任刑部尚書。前母秦氏（贈安人）；彭氏（封安人）；繼母盧氏；繼母高氏。兄存初（举人）、存默（生员）、弟存脩、存鋔、應存卓（副使）、存素（生员）、存远、存徵、存章。